# Оберштуфен Коллег
Оберштуфен Коллег (нем. Oberstufen-Kolleg) при Билефельдском университете является экспериментальной школой федеральной земли Северный Рейн-Вестфалия и научным учреждением факультета педагогических наук Университета Билефельда.
До 2005 года учреждение являлось колледжем, затем с 2005 года стало гимназической старшей школой, по окончании которой ученики получают аттестат зрелости (нем. Abitur/Allgemeine Hochreife). Помимо этого при определённой комбинации предметов возможно получить аттестат о специальном среднем образовании (нем. Fachabitur/Fachhochschulreife).

## История
Оберштуфен Коллег был основан в 1969 году Хартмутом фон Хентигом вместе с Лабораторной школой Билефельда (нем. Laborschule) как «структурная особенность» Университета Билефельда и открылся в 1974 году в контексте реформированной старшей школы. Людвиг Хубер был научным руководителем с 1989 по 2002 год.
С 1974 по 2005 год Оберштуфен Коллег предлагал четырёхлетнюю образовательную программу в качестве «колледжа» и «новой третичной ступени», которая интегрировала учебные материалы старшей гимназии и университетского базового курса. В рамках этой программы предлагалось общее образование в междисциплинарных курсах, примерная специализированная подготовка в двух (из примерно 25 доступных) учебных дисциплинах и практическое применение полученных знаний в проектах. Студенты могли продолжить учёбу в университете и перейти на более высокий курс выбранной специальности, а иногда и на основное обучение.
Однако его уникальное положение в системе образования Федеративной Республики Германии и федеральной земли Северный Рейн-Вестфалия побудило правительство земли прекратить эту образовательную программу в 2005 году и сократить экспериментальную задачу Оберштуфен-Коллега до области гимназической старшей школы. Ханс-Гюнтер Ролфф поддержал эту реорганизацию.

## Структура

### Учебное предложение

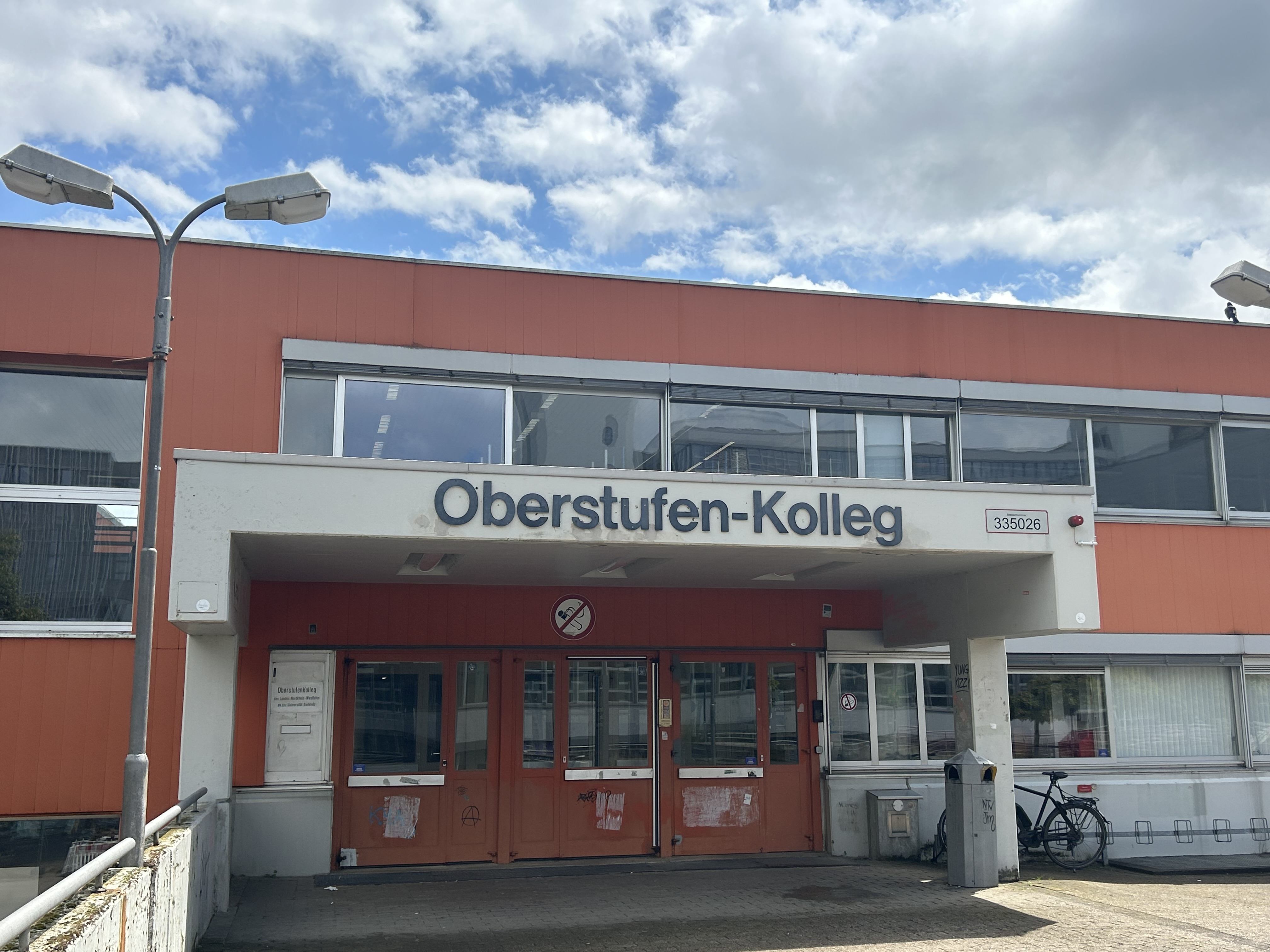
Главный вход

В Оберштуфен Коллег предлагаются междисциплинарные базовые курсы и основные курсы по немецкому языку, математике, информатике и английскому языку. Ещё одной особенностью является система тьюторов (нем. Tutor*inn), которая предоставляет студентам возможность самостоятельно выбрать преподавателя в качестве специального наставника до получения аттестата зрелости и в качестве контактного лица по всем вопросам касаемо обучения.

С зимнего семестра 2011 года некоторые базовые курсы основной фазы объединены в профили по определённой теме. Например, «Работа и жизнь», где центральными предметами являются экономика, математика и философия, или же «Тело и дух», где центральными предметами являются политика, биология и физическая культура. Эти профили могут быть выбраны студентами в конце второго семестра 11 класса.

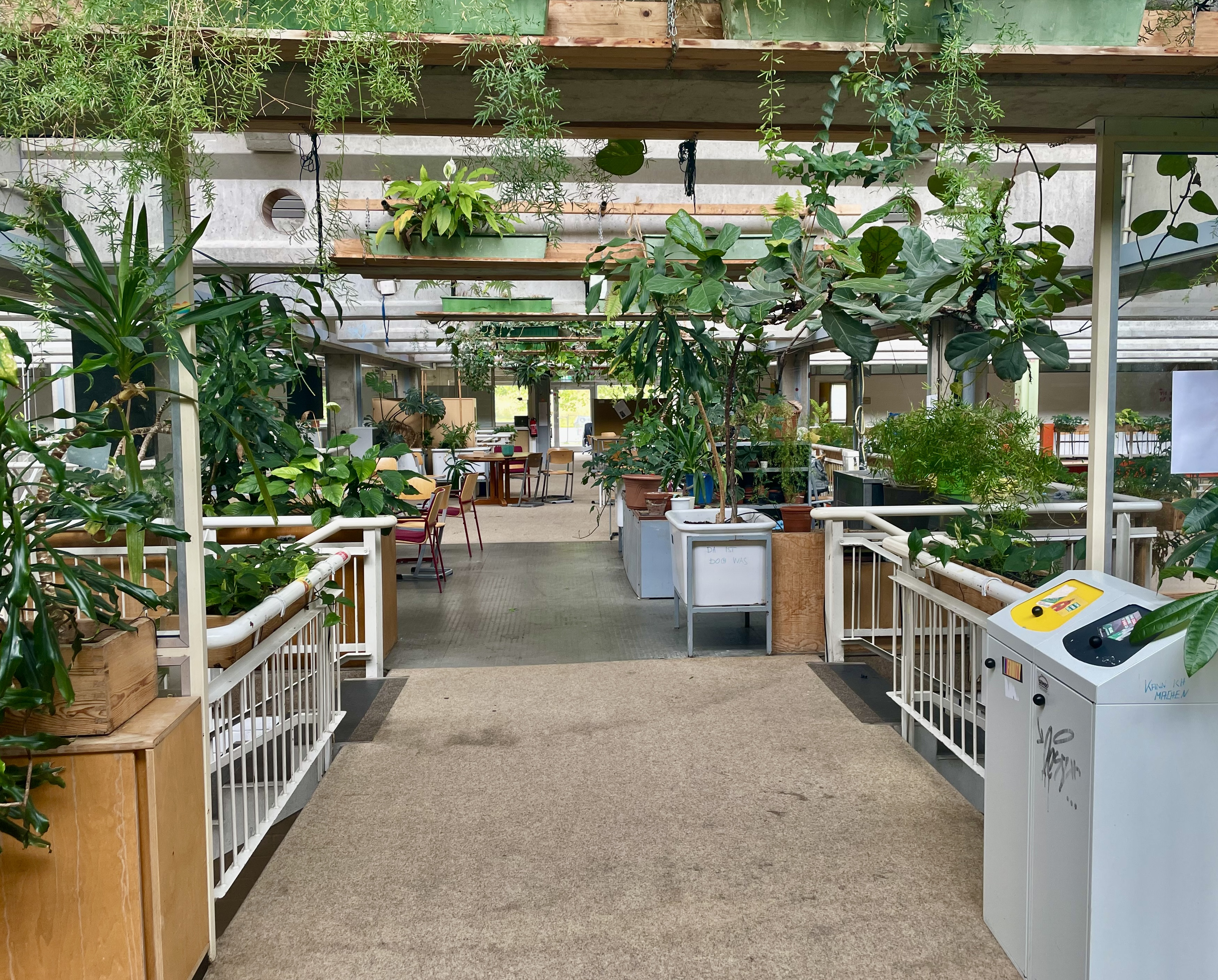
Öko Wich

Оберштуфен Коллег предоставляет возможность иностранцам, не являющимися носителями немецкого языка, пройти годовое обучение, где студенты более подробно изучают немецкую грамматику, концепт учебного заведения, а также систему образования в Германии. На данном этапе преподаватели подготавливают студентов к старшей школе.

### Фаза проектов
В конце каждого полугодия проводится двухнедельный этап проекта, в течение которого не проводится никаких других курсов. Проекты организованы по разным классам, участники: от 11-го до 13-го классов, а также смешанные классы.
При выборе проекта коллеги указывают свои пожелания, которые затем по возможности реализуются. Кроме того, студенты могут также планировать, проводить и организовывать совместные проекты.
Темы проектов меняются каждое полугодие. Тем не менее, каждый студент может выбрать интересующий его проект, начиная от физической активности, заканчивая путешествиями и творческими проектами.

### Организация
Руководителем и преемником Ютты Оббелоде является Лутц ван Шпанкерен. Другими членами руководства являются Михаэле Гевеке, которая исполняет обязанности педагогического директора, и Иан Фосс, который исполняет обязанности организационного директора.